# El Limar
El Limar es una localidad del estado mexicano de Chiapas. Es parte del municipio de Tila.

## Demografía
| Gráfica de evolución demográfica |
|                                  |

| Censo | Población |
| ----- | --------- |
| 1921  | 120       |
| 1930  | 182       |
| 1940  | 248       |
| 1950  | 1 326     |
| 1960  | 436       |
| 1970  | 1 507     |
| 1980  | 1 437     |
| 1990  | 2 126     |
| 2000  | 2 567     |
| 2010  | 2 908     |
| 2020  | 3 245     |